# Applied Materials
Applied Materials, Inc. – amerykańskie przedsiębiorstwo dostarczające sprzęt, usługi i oprogramowanie do produkcji układów scalonych do urządzeń elektronicznych, wyświetlaczy do komputerów, smartfonów, telewizorów i fotowoltaiki. Siedziba firmy mieści się w Santa Clara w Kalifornii i jest ona drugim co do wielkości dostawcą sprzętu półprzewodnikowego na świecie pod względem przychodów, zaraz za holenderską firmą ASML.

## Historia
Założona w 1967 roku przez Michaela A. McNeillyego i innych firma Applied Materials weszła na giełdę NASDAQ w 1972 roku. W kolejnych latach firma dywersyfikowała swoją działalność, aż do 1976 r., kiedy to dyrektorem generalnym został James C. Morgan, który ponownie skupił się na głównej działalności firmy, czyli produkcji urządzeń do produkcji półprzewodników.
W 1984 roku firma Applied Materials została pierwszym amerykańskim producentem sprzętu półprzewodnikowego, który otworzył własne centrum technologiczne w Japonii i pierwszą firmą produkującą sprzęt półprzewodnikowy, która uruchomiła centrum serwisowe w Chinach. W 1987 roku firma wprowadziła na rynek maszynę do osadzania chemicznego z fazy gazowej o nazwie Precision 5000, która różniła się od istniejących maszyn tym, że w jednej maszynie znajdowało się wiele komór procesowych, w których realizowano różne procesy.
W listopadzie 2023 poinformowano, że Applied Materials jest objęta dochodzeniem karnym prowadzonym przez Departament Sprawiedliwości Stanów Zjednoczonych w związku z przesyłaniem sprzętu do Semiconductor Manufacturing International Corporation przez Koreę Południową, co stanowiło naruszenie amerykańskich sankcji.

## Lokalizacje
W 1974 roku firma Applied przeniosła swoją siedzibę przy Bowers Avenue w Santa Clara w Kalifornii  i działa w Europie, Japonii, Kanadzie, Stanach Zjednoczonych, Izraelu, Chinach, Włoszech, Indiach, Korei, Azji Południowo-Wschodniej, Singapurze i na Tajwanie . 